# Bibost
Bibost é uma comuna francesa na região administrativa de Auvérnia-Ródano-Alpes, no departamento de Ródano. Estende-se por uma área de 5,23 km². Em 2010 a comuna tinha 582 habitantes (densidade: 111,3 hab./km²).